# Buena Vista, Zautla
Buena Vista är en ort i Mexiko.   Den ligger i kommunen Zautla och delstaten Puebla, i den sydöstra delen av landet, 150 km öster om huvudstaden Mexico City. Buena Vista ligger 2 474 meter över havet och antalet invånare är 165.
Terrängen runt Buena Vista är lite bergig. Runt Buena Vista är det ganska tätbefolkat, med 65 invånare per kvadratkilometer. Närmaste större samhälle är Zaragoza, 18,2 km öster om Buena Vista. I omgivningarna runt Buena Vista växer huvudsakligen savannskog.